# Javier Patiño
Javier Patiño Lachica (ur. 14 lutego 1988 w San Sebastián de los Reyes) – filipiński piłkarz hiszpańskiego pochodzenia pochodzenia grający na pozycji napastnika.
W listopadzie 2021 zakończył karierę piłkarską.

## Kariera klubowa

### Hiszpańskie kluby
W latach 2007–2008 Patiño grał w Alcobendas CF. W ich barwach wystąpił 23 razy i zdobył 7 bramek. W latach 2008–2011 reprezentował barwy UD San Sebastián de los Reyes. 27 czerwca 2011 został zawodnikiem Córdoba CF. Rozegrał dla nich 62 mecze i strzelił 11 goli. 31 stycznia 2013 został wypożyczony do Xerez CD, w barwach którego zagrał 4 razy (bez goli).

### Azjatyckie kluby
10 marca 2013 Patiño przeszedł do Buriram United FC. Rozegrał dla nich 56 meczów i strzelił 35 goli. 21 stycznia 2015 przeniósł się do Henan Songshan Longmen. W ich barwach wystąpił 64 razy i zdobył 23 bramki. 1 czerwca 2018 wrócił do Buriram United FC, dla którego tym razem rozegrał 28 meczów i strzelił 7 goli. 1 lipca 2019 został wypożyczony do Ratchaburi Mitr Phol FC, a 1 stycznia 2020 trafił do nich na zasadzie transferu definitywnego. Przez cały okres gry dla tego klubu wystąpił w jego barwach 39 razy i zdobył 12 bramek. 7 sierpnia 2021 został zawodnikiem Port FC. Rozegrał dla nich 6 meczów i strzelił jednego gola.

## Kariera reprezentacyjna

### Filipiny
Patiño zadebiutował w reprezentacji Filipin 24 marca 2013 w meczu z Kambodżą (8:0), strzelił wtedy też swoje pierwsze dwie bramki.

### Bramki w reprezentacji
| Lp. | Data            | Miejsce                              | Przeciwnik  | Bramka | Rezultat | Ranga meczu                   |
| --- | --------------- | ------------------------------------ | ----------- | ------ | -------- | ----------------------------- |
| 1.  | 24 marca 2013   | Rizal Memorial Stadium, Manila       | Kambodża    | 4:0    | 8:0      | kw. do AFC Challenge Cup 2014 |
| 2.  | 24 marca 2013   | Rizal Memorial Stadium, Manila       | Kambodża    | 6:0    | 8:0      | kw. do AFC Challenge Cup 2014 |
| 3.  | 11 czerwca 2015 | Filipiński Stadion Sportowy, Bulacan | Bahrajn     | 2:0    | 2:1      | el. do MŚ 2018                |
| 4.  | 28 marca 2017   | Rizal Memorial Stadium, Manila       | Nepal       | 4:1    | 4:1      | el. do Pucharu Azji 2019      |
| 5.  | 13 czerwca 2017 | Stadion Pamir, Duszanbe              | Tadżykistan | 2:0    | 4:3      | el. do Pucharu Azji 2019      |
| 6.  | 13 czerwca 2017 | Stadion Pamir, Duszanbe              | Tadżykistan | 3:0    | 4:3      | el. do Pucharu Azji 2019      |
| 7.  | 5 września 2019 | Panaad Stadium, Bacolod              | Syria       | 1:0    | 2:5      | el. do MŚ 2022                |